# 両白山地
両白山地（りょうはくさんち）は、岐阜県、富山県、石川県及び福井県にまたがる山域。
加濃越山地とも称する。白山が主峰の加越山地と、能郷白山を主峰とする越美山地に分かれる。「両白」とは、それぞれの山地を代表する二つの白山を示したものである。
白山周辺の加越山地の主要な山は白山国立公園に指定されている。九頭竜川が両山地の境界である。

## 概要
両白山地の白山は2,000m峰としては最西端にある。そのため、高山植物の生息地は両白山地が西限となる物が多い。白神山地に次ぐ規模のブナ原生林が見られ、特にチブリ尾根や千丈平はブナの大木が多く自生する。

## 加越山地
北部の加賀（石川県）、越前（福井県）、富山県及び岐阜県にまたがる山地。加賀越前山地、白山山地とも称する。笈ヶ岳が岐阜・富山・石川の三県境、三ノ峰が岐阜・石川・福井の三県境になっている。両白山地の最高峰は白山。

### 主な山

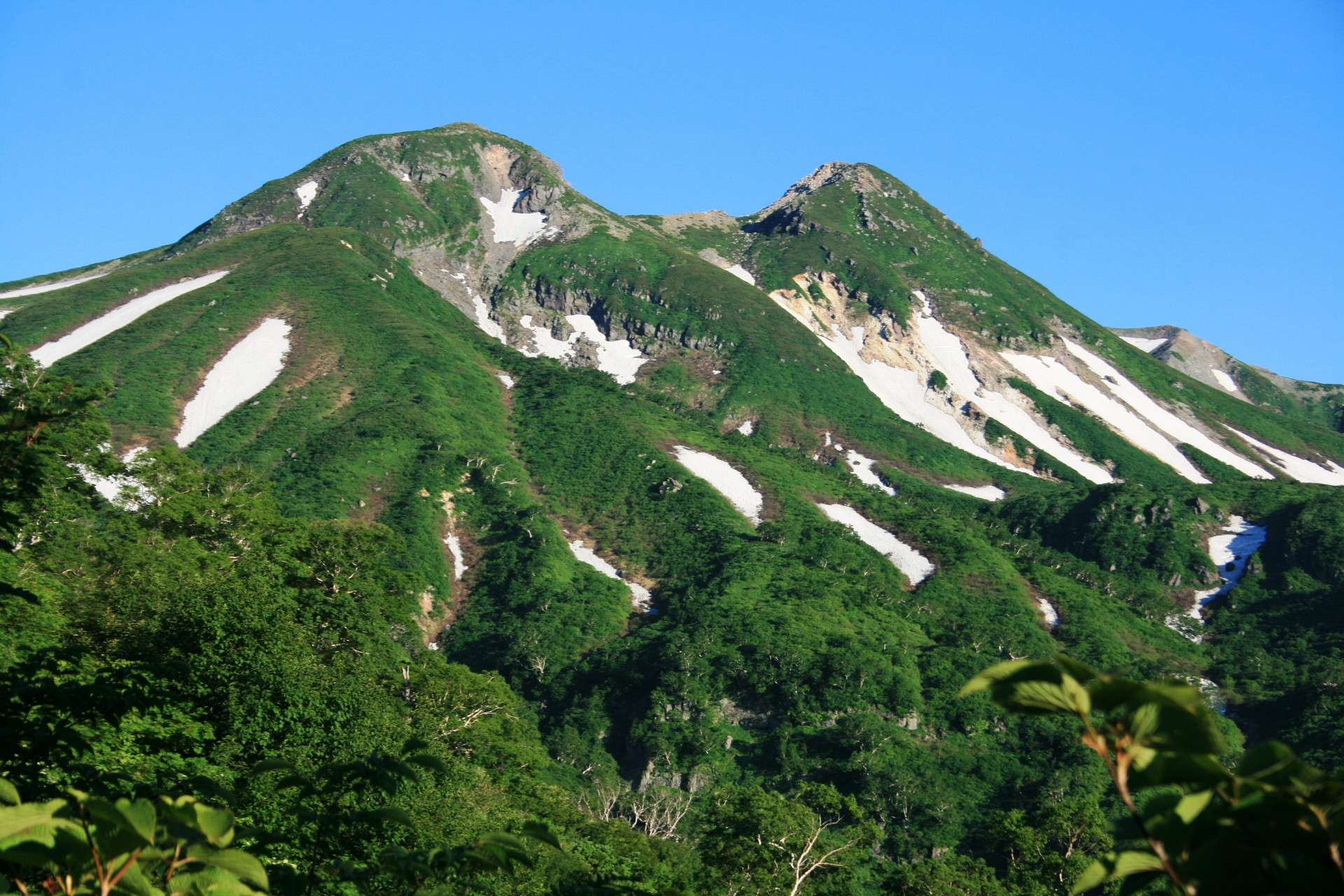
両白山地の主峰・白山

| 山容 | 山名     | 標高 （m） | 三角点等級と 基準点名 | 白山からの 方角と距離（km） | 備考                        |
| ---- | -------- | ---------- | --------------------- | --------------------------- | --------------------------- |
|      | 医王山   | 939.07     | 一等「医王山」        | 北 39.7                     | 日本三百名山                |
|      | 大門山   | 1,571.66   | 三等「大門山」        | 北 23.5                     | 日本三百名山                |
|      | 見越山   | 1,621      |                       | 北 21.6                     |                             |
|      | 奈良岳   | 1,644.35   | 三等「三方山」        | 北 20.8                     |                             |
|      | 大笠山   | 1,821.80   | 一等「大笠山」        | 北 18.4                     | 日本三百名山                |
|      | 笈ヶ岳   | 1,841.28   | 三等「笈岳」          | 北 16.0                     | 日本二百名山                |
|      | 三方岩岳 | 1,736      |                       | 北北東 13.2                 | 日本三百名山                |
|      | 白山     | 2,702.14   | 一等「白山」          | 0                           | 両白山地の最高峰 日本百名山 |
|      | 別山     | 2,399.31   | 二等「別山」          | 南 5.6                      | 別山神社                    |
|      | 三ノ峰   | 2,128      |                       | 南 7.5                      | 三ノ峰避難小屋              |
|      | 赤兎山   | 1,628.63   | 三等「赤鬼山」        | 南西 13.8                   | 赤兎避難小屋                |
|      | 野伏ヶ岳 | 1,674.26   | 三等「野伏」          | 南 16.2                     | 日本三百名山                |
|      | 経ヶ岳   | 1,625.16   | 二等「経ケ岳」        | 南西 18.1                   | 日本三百名山                |
|      | 大日ヶ岳 | 1,709.00   | 一等「大日ケ岳」      | 南南東 18.1                 | 日本二百名山                |

### 主な峠
- ブナオ峠 - 大獅子山と大門山との鞍部、富山県道54号福光上平線
- 三俣峠 - 間名古の頭の北側の鞍部
- 杉峠 - 赤兎山と三ノ峰との中間点付近にある鞍部
- 小原峠 - 大長山と赤兎山との鞍部
- 谷峠 - 取立山の北西、国道157号のトンネル（谷トンネル）
- 橋立峠 - 野伏ヶ岳と小白山（おじろやま）との鞍部
- 桧峠（檜峠） - 大日ヶ岳と毘沙門岳との鞍部、岐阜県道314号石徹白前谷線
- 油坂峠 - 国道158号

### 源流の河川
以下の源流の河川は、長良川が伊勢湾へ、それ以外は日本海へ流れる。
- 庄川
- 小矢部川
- 犀川
- 手取川
- 九頭竜川
- 長良川

## 越美山地
越前（福井県）、美濃（岐阜県美濃地方）にまたがる山地。美濃越前山地、濃越山地とも称する。最西端で伊吹山地と接する。越美山地の最高峰は能郷白山。

### 主な山
| 山容 | 山名     | 標高 （m） | 三角点等級と 基準点名 | 能郷白山からの 方角と距離（km） | 備考                          |
| ---- | -------- | ---------- | --------------------- | ------------------------------- | ----------------------------- |
|      | 荒島岳   | 1,523.37   | 一等「荒島山」        | 北北東 20.6                     | 日本百名山                    |
|      | 平家岳   | 1,441.50   | 二等「平家岳」        | 東北東 19.3                     |                               |
|      | 屏風山   | 1,354.08   | 二等「屏風山」        | 東北東 10.9                     |                               |
|      | 能郷白山 | 1,617.37   | 一等「能郷白山」      | 0                               | 越美山地の最高峰 日本二百名山 |
|      | 冠山     | 1,256.57   | 三等「冠山」          | 西北西 9.7                      | 日本三百名山                  |
|      | 三周ヶ岳 | 1,292.01   | 一等「三周岳」        | 西南西 21.2                     | 夜叉ヶ池                      |
|      | 三国岳   | 1,209      |                       | 西南西 24.0                     | 岐阜・福井・滋賀の三県境      |
|      | 高賀山   | 1,224.19   | 一等「高賀山」        | 東南東 32.8                     | 高賀三山                      |

### 主な峠
- 温見峠 - 能郷白山の北、国道157号
- 冠山峠 - 金草岳と冠山との鞍部、林道冠山線
- 高倉峠 - 笹ヶ峰と金草岳との鞍部、林道塚線

### 源流の河川
以下の源流の河川は、日本海及び伊勢湾へ流れる。
- 九頭竜川
- 日野川
- 揖斐川